# Jönköping (comuna)
Jönköping (  pronúncia!) ou Ionecopinga (em sueco: Jönköpings kommun) é uma comuna sueca localizada no condado de Jönköping. Sua capital é a cidade de Jönköping. Tem 1 480 quilômetros quadrados e segundo censo de 2018, havia 139 222 habitantes.

## Localidades principais
Localidades com mais população da comuna:
| # | Localidade          | População |
| - | ------------------- | --------- |
| 1 | Jönköping           | 97 996    |
| 2 | Bankeryd            | 8 685     |
| 3 | Taberg              | 4 501     |
| 4 | Tenhult             | 3 157     |
| 5 | Barnarp och Odensjö | 2 921     |
| 6 | Gränna              | 2 662     |
| 7 | Kaxholmen           | 1 710     |

## Comunicações
A comuna de Jönköping é atravessada pela estrada europeia E4, com ligação a Estocolmo e Helsingborg e pela estrada nacional 26, com ligação a Halmstad e Skövde. 
Na cidade de Jönköping começam as estradas nacionais 30 (para Växjö), 31 (para Nybro) e 50 (para Söderhamn).
É um nó ferroviário com ligações a Skövde, Nässjö, Vaggeryd, Huskvarna, Norrköping e Estocolmo.
Dispõe do aeroporto internacional de Jönköping, a 8 km a sudoeste do centro de Jönköping.